# Schönberg (Niederbayern)

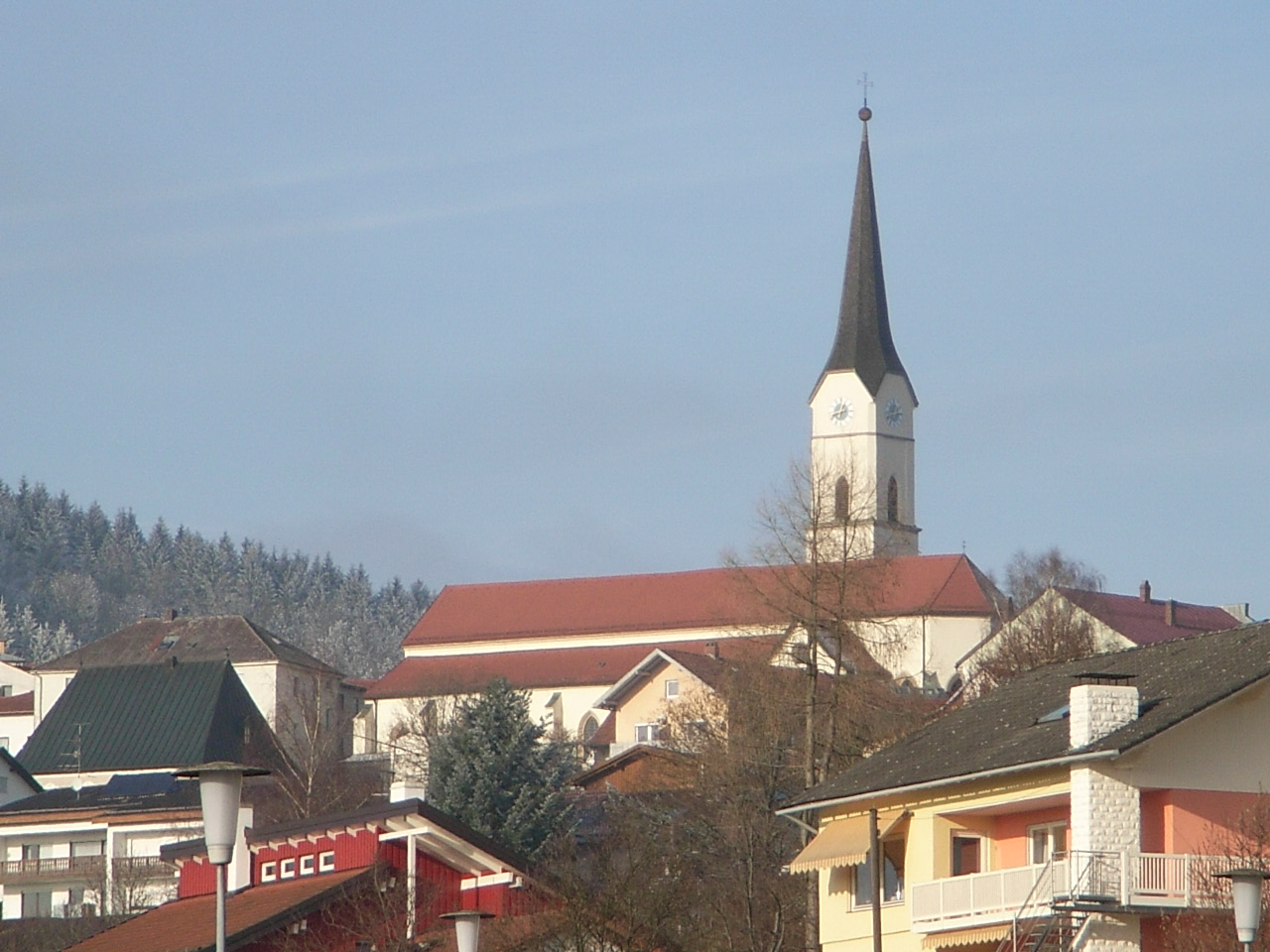
Schönberg (Niederbayern)

Schönberg (Niederbayern) este o comună-târg din districtul Freyung-Grafenau, regiunea administrativă Bavaria Inferioară, landul Bavaria, Germania.